# Plexippoides meniscatus
Plexippoides meniscatus är en spindelart som beskrevs av Yang Z., Zhu M., Song D. 2006. Plexippoides meniscatus ingår i släktet Plexippoides och familjen hoppspindlar. Inga underarter finns listade i Catalogue of Life.